# Pseudapis rugiventris
Pseudapis rugiventris är en biart som först beskrevs av Heinrich Friese 1930.  Pseudapis rugiventris ingår i släktet Pseudapis och familjen vägbin. Inga underarter finns listade i Catalogue of Life.